# Vallenay
Vallenay é uma comuna francesa na região administrativa do Centro, no departamento Cher. Estende-se por uma área de 25,97 km². Em 2010 a comuna tinha 747 habitantes (densidade: 28,8 hab./km²).